# Zmajevac
Zmajevac (mađarski: Vörösmart) je naselje u baranjskoj općini Kneževi Vinogradi, županija Osječko-baranjska.

## Povijest
Prvi se puta u povijesnim dokumentima spominje 1302. godine kada je tamo uspostavljen pavlinski samostan. 

## Stanovništvo
Stanovništvo je većinom mađarske narodnosti. 
| broj stanovnika | 2042  | 2200  | 2278  | 2490  | 2419  | 2246  | 2102  | 2287  | 2278  | 2128  | 2105  | 1807  | 1445  | 1235  | 974   | 853   | 544   |
|                 | 1857. | 1869. | 1880. | 1890. | 1900. | 1910. | 1921. | 1931. | 1948. | 1953. | 1961. | 1971. | 1981. | 1991. | 2001. | 2011. | 2021. |

## Zemljopis
Selo je povezano asfaltiranom cestom s naseljima Suza i Batina na granici sa Srbijom. Zmajevac je okružen plodnjim njivama, a poznat po vinogradima, vinskim cestama i brojnim vinskim podrumima. U središtu sela nalaze se crkva i ambulanta. 
Zmajevac je smješten na Starom Dunavu, rukavcu rijeke Dunav koji se smatra jednim od boljih odredišta za slatkovodni ribolov u Baranji.

## Šport
- NK Zmaj Zmajevac (3. ŽNL Osječko-baranjska, Baranjska liga, 2008./09.)
- Ribolovno športsko društvo "Udičar", Zmajevac
- Reformatska streličarska i streljačka udruga Zmajevac

## Vanjske poveznice
- službene stranice općine Kneževi Vinogradi